# Petrolimex
Le Groupe pétrolier national du Vietnam (vietnamien : Tập đoàn Xăng dầu Việt Nam,  en abrégé Petrolimex) est une compagnie pétrolière du Viêt Nam.

## Présentation
Petrolimex est une société basée au Viêt Nam, principalement active dans le secteur de la commercialisation du pétrole et du gaz. Les principales activités commerciales de la société comprennent la vente en gros et au détail de produits pétroliers, tels que l'essence, le gazole, le fioul et le carburant pour l'aviation. 
Petrolimex, via ses filiales, est également impliquée dans le transport de pétrole et de gaz liquéfié par pipelines, bateaux-citernes maritimes et fluviaux, ainsi que camions-citernes; le commerce de lubrifiants, d'asphalte et d'autres produits chimiques industriels; la fourniture de polices d'assurance et la fourniture de produits de gaz naturel.
En concurrence avec PetroVietnam, Petrolimex est la première société productrice de pétrole et de gaz au Viêt Nam.

## Filiales
Parmi les filiales de Petrolimex:
1. Petrolimex Joint Stock Insurance Company (PJICO)
2. Petrolimex Gas JSC
3. Petrolimex Petrochemical Corporation - JSC
4. Petrolimex Tanker Corporation
5. Petrolimex Concrete and Construction Co. Ltd
6. Petrolimex Land Holdings JSC
7. Petrolimex Group Commercial Joint Stock Bank (PG Bank)

## Actionnaires
Au début 2020, les actionnaires principaux de Petrolimex sont :
| #  | Actionnaire                         | Actions     | %       |
| -- | ----------------------------------- | ----------- | ------- |
| 1  | Gouvernement du Vietnam             | 981 686 626 | 82,4 %  |
| 2  | JXTG Holdings                       | 103 528 476 | 8,69 %  |
| 3  | Banque centrale de Norvège          | 4 867 964   | 0,41 %  |
| 4  | JPMorgan Asset Management           | 2 530 950   | 0,21 %  |
| 5  | Capital Asset Management Co., Ltd.  | 2 348 053   | 0,20 %  |
| 6  | Daiwa Asset Management              | 1 804 707   | 0,15 %  |
| 7  | Dragon Capital Management Co. Ltd.  | 1 395 000   | 0,12 %  |
| 8  | Sumitomo Mitsui DS Asset Management | 712 764     | 0,060 % |
| 9  | Lion Global Investors               | 673 070     | 0,057 % |
| 10 | Ssi Asset Management Co. Ltd.       | 361 310     | 0,030 % |

## Galerie

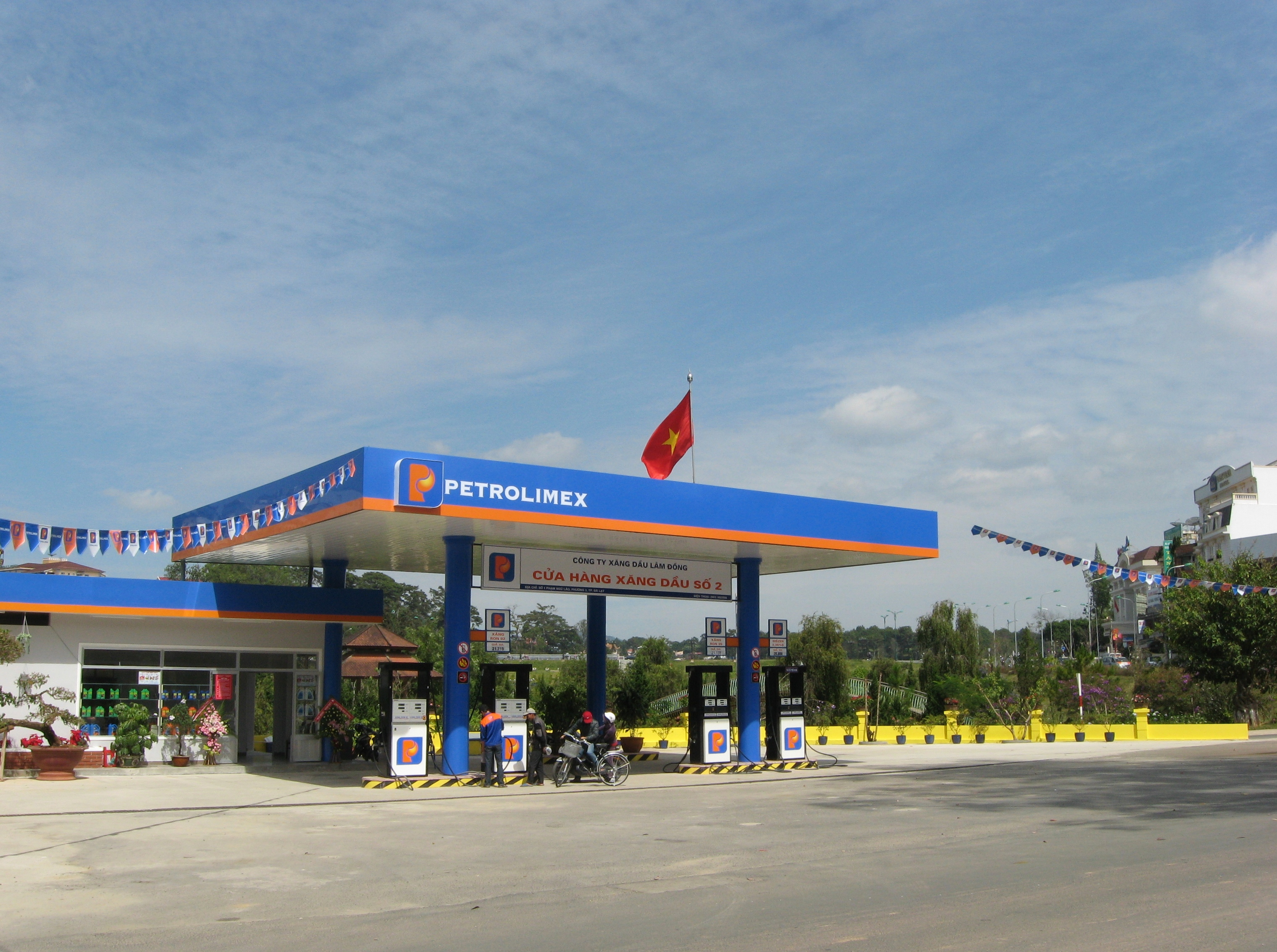
Station de distribution d’essence à Da Lat.